# Стадион Ел Кампин
Стадион Ел Кампин (шп. Estadio Nemesio Camacho El Campín) је вишенаменски стадион који се налази у Боготи, Колумбија. Највише се користи за фудбал и атлетику. Стадион има капацитет за 36,343 гледалаца .  и служи као домаћин фудбалским клубовима Миљонаресу и Индепендиентеу

## Историјат стадиона
Стадион је угошћавао тимове као што су ФК Депортиво ла Еквидад,ФК Форталеза, ФК Тигрес(Expreso Rojo), ФК Богота, ФК Академија, ФК Депортиво ел Кондор, ФК Атлетико Хуила и ФК Депортиво Пасто..
Стадион је добио име по Немесио Камачу, бившем менаџеру тада постојећег система трамваја у Боготи, а такође и оцу Луиса Камача Матиза, особе која је понудила земљиште на којем ће стадион бити изграђен. Назив Кампин потиче од модификације речи „камповање” јер је простор на коме се тренутно налази стадион раније био зона камповања.
Као фудбалски стадион је почео да се користи око 1946. године, када је био домаћин првог националног клупског турнира. Коришћен је за финале Копа Америка 2001., где је колумбијски тим крунисан као шампиони америчког континента победивши Мексико са 1:0 . Овај стадион је био један од осам стадиона за Светско првенство у фудбалу до 20 година 2011. који се одржао у Колумбија и који је био домаћин свечаности затварања.
Стадион је био седиште репрезентације Колумбије за јужноамеричке квалификације (КОНМЕБОЛ) за светска првенстава у фудбалу, последњи пут за квалификације за Светско првенство 2010. у Јужној Африци . 